# 蘭松國家公園
蘭松國家公園位於泰国南部拉廊府與攀牙府，面向安达曼海，成立於1983年，面積315平方（122平方英里）。

## 概要
蘭松國家公園位於拉廊南方約60（37英里）處:57:109，在安达曼海邊有長達100（62英里）海岸，是泰國最長的受保護海岸:638。公園的名稱以沿岸有整排的松樹而得名:104。
蘭松國家公園位於海岸地區，包括海灘、珊瑚礁、红树林沼泽、热带雨林。公園成立於1983年8月19日，2002年被指定為湿地公约的保護區。2004年印度洋大地震時，蘭松國家公園的管理處被海嘯夷為平地:17。
2021年泰國提報「安達曼海自然保護區」為世界遗产預備名單，包含6處國家公園與保護區，蘭松國家公園為其中之一。

## 圖集

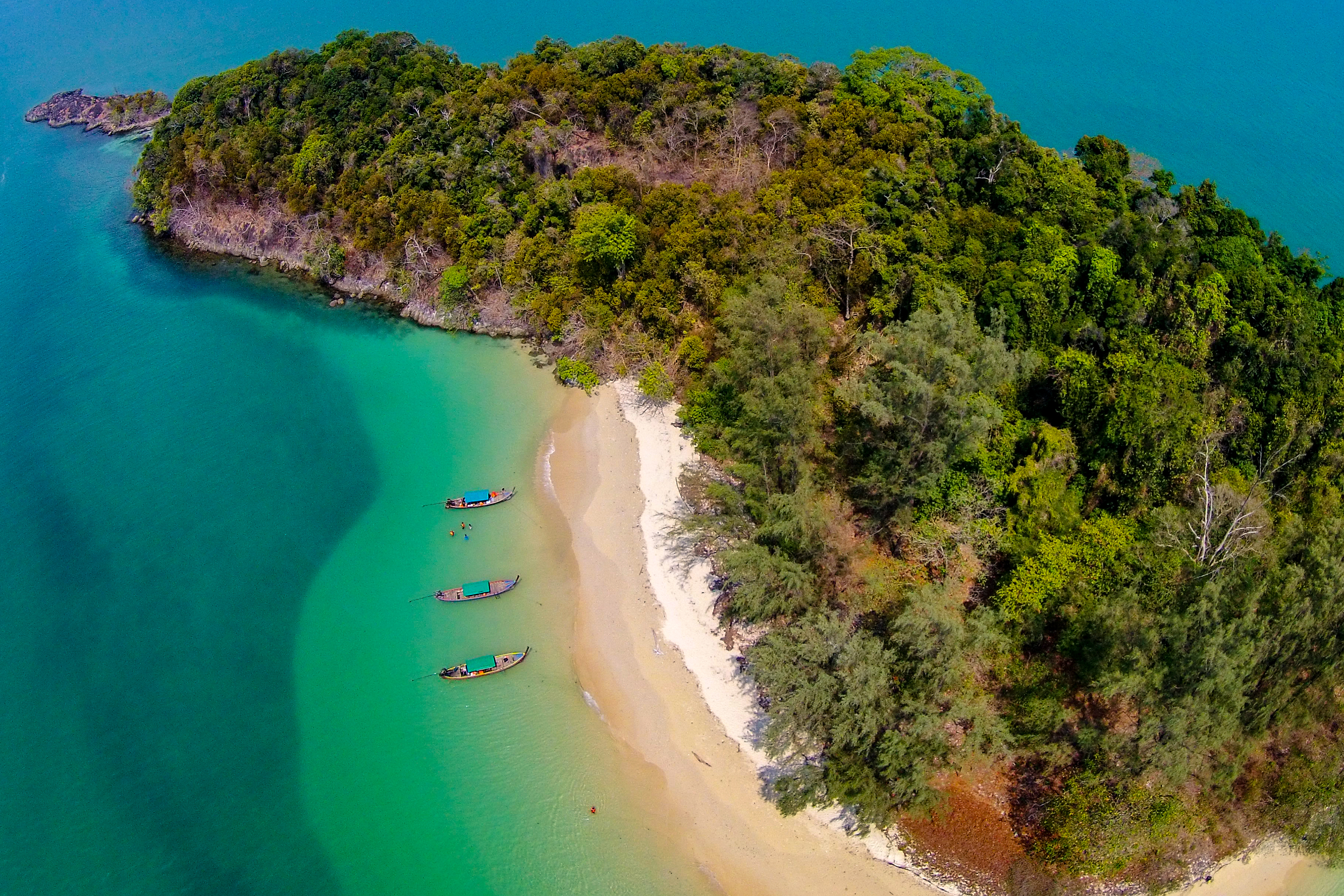
公園內景觀
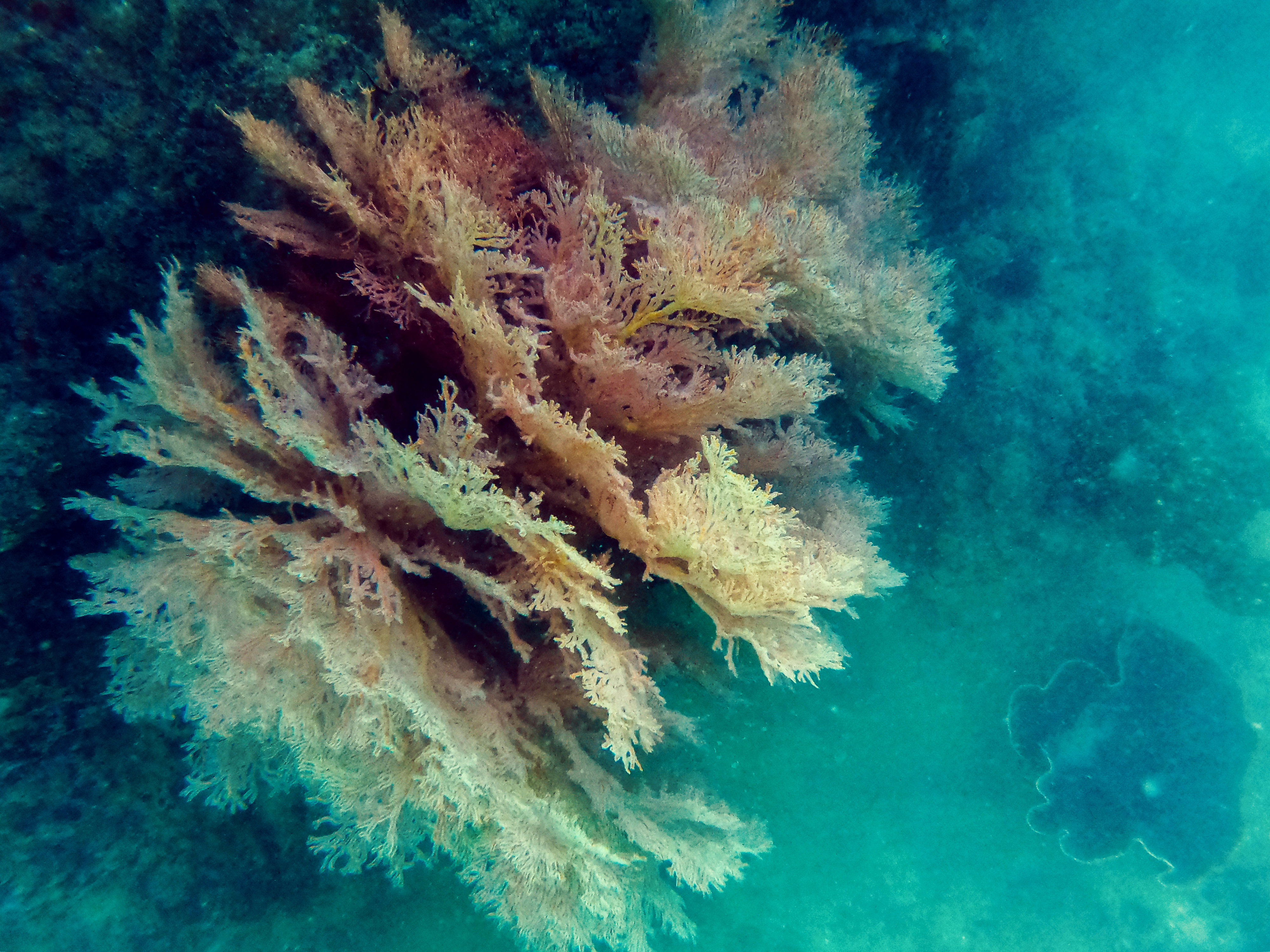
公園內的粉紅色珊瑚礁
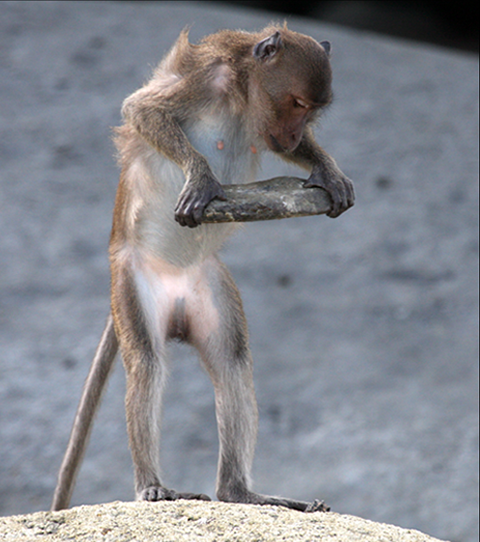
公園內的食蟹獼猴

## 旅遊
蘭松國家公園內有多個有白色細砂的沙灘，也有數個離島可搭船造訪。從拉廊有公路可抵達，路程約90（56英里）。公園有許多鳥類棲息，適合賞鳥。公園管理局建議最佳旅遊季節為五月至八月，入場費為大人200泰銖，兒童100泰銖。

## 外部連結
- （英文）泰國觀光局－蘭松國家公園 （页面存档备份，存于）